# Дитина 44 (фільм)
«Дитина 44» (№ 44, англ. Child 44) — американський трилер режисера Даніеля Еспіноси за однойменним романом англійського письменника Тома Роба Сміта. У головних ролях Том Гарді та Нумі Рапас. 
Прем'єра в США відбулася 17 квітня 2015. У Росії прем'єра була призначена на 16 квітня 2015, але за день до прем'єри фільм, який після російського перекладу назвали «Номер 44», зняли з російського прокату. Після цього фільм зняли з показу в Україні та Білорусі, оскільки правами на показ володів російський дистриб'ютор, який вирішив скасувати прокат.

## Сюжет
Радянський союз, Сталінська епоха, 1952. Ідеалістичний співробітник МДБ Лев Демидов (Том Гарді) вирішив розслідувати серію вбивств дітей. З ідеологічних причин керівництво служби несхвально ставиться до розслідування, оскільки вважає, що злочини можливі тільки в капіталістичних країнах («Сталін вчить нас, що вбивства можливі тільки в капіталістичних країнах, але не в СРСР») і Демидова знижують на посаді, але він все одно вирішує за допомогою своєї дружини Раїси (Нумі Рапас) продовжити розслідувати цю справу.

## У ролях
- Том Гарді[5] — капітан Лев Демидов
- Ґері Олдмен — генерал Михайло Нестеров
- Нумі Рапас — Раїса Демидова
- Джейсон Кларк — Анатолій Бродський
- Юель Кіннаман — капітан Василь Нікітін
- Венсан Кассель — майор Кузьмін
- Педді Консідайн — Володимир Малевич
- Фарес Фарес — лейтенант Олексій Андрєєв
- Ніколай Лі Кос — Іван Суков
- Нед Деннегі — судовий слідчий
- Марк Льюїс Джонс — Черепаха
- Чарльз Денс — майор Грачов
- Агнешка Гроховська — Ніна Андреєва

## Історія створення
Фільм знятий за романом Тома Роба Сміта «Дитина 44», сюжет якого натхненний справою маніяка Андрія Чикатила. Спочатку ставити фільм повинен був Рідлі Скотт, однак пізніше плани змінилися, і режисером був затверджений Даніель Еспіноса, а Скотт став продюсером фільму. На головну роль претендував Крістіан Бейл, проте головну роль отримав Том Гарді. На роль, яку згодом отримав Венсан Кассель, розглядався Філіп Сеймур Гоффман. Зйомки фільму проходили в Празі і Остраві.

## Скасування прокату в Україні
Світова прем'єра фільму була запланована на 17 квітня 2015 року. В Україні ж гучна прем'єра фільму за підтримки Stella Artois і Playboy мала відбутись 16 квітня у Києві.
15 квітня 2015 року на офіційному сайті Міністерства культури Російської Федерації було опубліковано заяву щодо фільму «Дитина 44»:
| За підсумками прес-перегляду в Міністерстві культури РФ постали питання стосовно змісту фільму, передусім — спотворення історичних фактів і своєрідних трактувань подій до, під час і після Великої Вітчизняної війни, а також образів і характерів радянських громадян тієї історичної епохи. 14 квітня відбувся перегляд фінальної версії картини за участю експертів, представників міністерства культури, російського прокатника — компанії «Централ Партнершип» і ЗМІ. Після цього перегляду думка прокатників і представників Мінкультури збіглася: прокат подібного роду фільмів напередодні 70-річчя Перемоги неприпустимий. Оригінальний текст (рос.) По итогам пресс-просмотра в Министерство культуры РФ поступили вопросы, касающиеся содержания фильма, в первую очередь — искажения исторических фактов и своеобразных трактовок событий до, во время и после Великой Отечественной войны, а также образов и характеров советских граждан той исторической эпохи. 14 апреля состоялся просмотр финальной версии картины с участием экспертов, представителей Министерства культуры, российского прокатчика — компании "Централ Партнершип" и СМИ. После данного просмотра мнение прокатчиков и представителей Минкультуры совпали: прокат подобного рода фильмов в преддверии 70-летия Победы недопустим. |
| |

Російська влада заборонила показ фільму, після чого російська компанія «Централ Партнершип» повідомила, що відкликає ліцензію на прокат фільму в Україні. Через це українська компанія Multi Media Distribution змушена зняти картину з прокату. З тих самих причин не покажуть фільм і в Білорусі.
17 квітня 2015 року Державне агентство України з питань кіно зробило офіційну заяву з приводу скасування прокату фільму в Україні, зазначивши, що таким чином «РФ вкотре демонструє політику подвійних стандартів: з одного боку активно лаючи заборону в Україні російських пропагандистських фільмів і серіалів, Міністерство культури РФ саме вдається до заборон, проте прикривається нібито „відмовою“ дистриб'ютора від отримання прокатного посвідчення».